# Architype Bill
Architype Bill is een lettertype ontworpen in 1949 door Max Bill voor een poster voor een tentoonstelling.
Het is een experimenteel lettertype, zoals andere leden uit de serie "Architype". 
De letters zijn op de 'o' en de '0' (nul) na allemaal opgebouwd uit rechte lijnen en driehoeken.